# RIMM

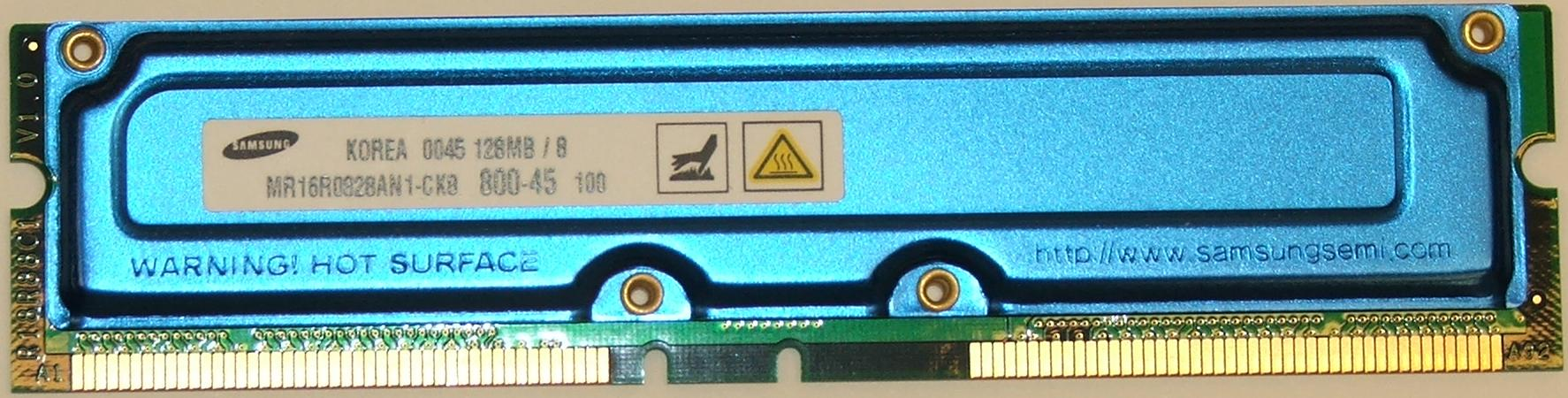
Módulo de memoria Rambus.

RIMM, acrónimo de Rambus In-line Memory Module (Módulo de Memoria en Línea Rambus), designa a los módulos de memoria RAM que utilizan una tecnología denominada RDRAM, desarrollada por Rambus Inc. a mediados de los años 1990 con el fin de introducir un módulo de memoria con niveles de rendimiento muy superiores a los módulos de memoria SDRAM de 100 y 133 MHz  disponibles en aquellos años.
Los módulos RIMM RDRAM cuentan con 184 contactos y, debido a sus altas frecuencias de trabajo, requieren de disipadores de calor, consistentes en una placa metálica que recubre los chips del módulo, similares a los que se popularizaron en memorias de generaciones posteriores de alto desempeño. Se basan en un bus de datos de 16 bits y están disponibles en velocidades de 300MHz (PC-600), 356 MHz (PC-700), 400 MHz (PC-800) que por su pobre bus de 16 bits tenía un rendimiento 4 veces menor que la DDR. La RIMM de 533MHz tiene un rendimiento similar al de un módulo DDR133, a pesar de que sus latencias son 10 veces peores que la DDR.
Inicialmente los módulos RIMM fueron introducidos para su uso en servidores basados en Intel Pentium 4. Rambus no manufactura módulos RIMM sino que tiene un sistema de licencias para que estos sean manufacturados por terceros, siendo Samsung el principal fabricante de estos. 
A pesar de tener la tecnología RDRAM niveles de rendimiento muy superiores a la tecnología SDRAM y las primeras generaciones de DDR, debido al alto costo de esta tecnología no tuvo gran aceptación en el mercado de PC. Su momento álgido tuvo lugar durante el periodo de introducción del Pentium 4 para el cual se diseñaron las primeras placas base, pero Intel, ante la necesidad de lanzar equipos más económicos, decidió lanzar placas base con soporte para SDRAM y más adelante para DDR RAM desplazando esta última tecnología a los módulos RIMM del mercado que ya no ofrecían ninguna ventaja.